# Millionaire Maker
Das Millionaire Maker ist ein Pokerturnier, das einmal jährlich bei der World Series of Poker (WSOP) in Paradise ausgespielt wird. Das 1500 US-Dollar teure Event garantiert dem Sieger ein Preisgeld von über einer Million US-Dollar.

## Struktur
Das Turnier wurde erstmals bei der World Series of Poker 2013 angeboten. Gespielt wird die Variante No-Limit Texas Hold’em, das Buy-in beträgt 1500 US-Dollar. Die Anmeldung ist auf zwei Tage verteilt, wobei sich am ersten Tag ausgeschiedene Spieler an Tag zwei erneut einkaufen können. Der Gewinner erhält zusätzlich zu einer garantierten Siegprämie von mindestens einer Million US-Dollar ein Bracelet. Bei der WSOP 2018 gab es mit Arne Kern zum ersten Mal einen deutschen Sieger. Im Jahr 2020 wurde das Turnier aufgrund der COVID-19-Pandemie nicht live ausgespielt und stattdessen im August 2020 bei der auf GGPoker veranstalteten World Series of Poker Online ausgetragen. Im September 2023 soll das Turnier zunächst bei der World Series of Poker Online gespielt und bei 100 restlichen Spielern unterbrochen werden. Diese sollen das Event anschließend im Dezember 2023 bei der erstmals ausgetragenen World Series of Poker Paradise live zu Ende spielen.

## Bisherige Austragungen

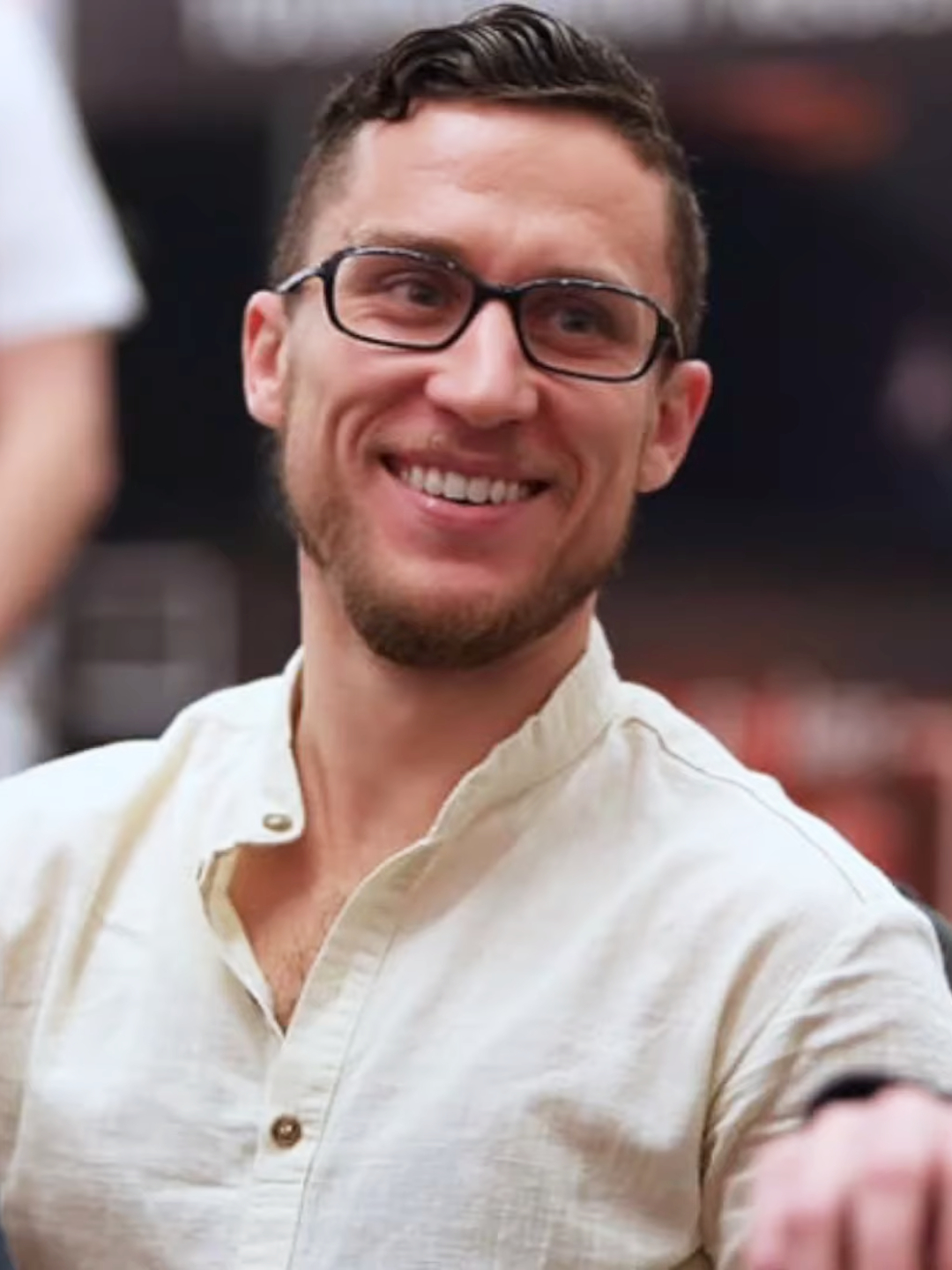
Daniel Dvoress gewann das Turnier im August 2020

| Jahr     | Teilnehmer | Sieger          | Herkunft           | Preisgeld (in $) |
| -------- | ---------- | --------------- | ------------------ | ---------------- |
| 2013 O/P | 06.343     | Benny Chen      | Kanada             | 1.199.104        |
| 2014 O/P | 07.977     | Jonathan Dimmig | Vereinigte Staaten | 1.319.587        |
| 2015 O/P | 07.275     | Adrian Buckley  | Vereinigte Staaten | 1.277.193        |
| 2016 O/P | 07.190     | Jason DeWitt    | Vereinigte Staaten | 1.065.403        |
| 2017 O/P | 07.761     | Pablo Mariz     | Kanada             | 1.221.407        |
| 2018 O/P | 07.361     | Arne Kern       | Deutschland        | 1.173.223        |
| 2019 O/P | 08.809     | John Gorsuch    | Vereinigte Staaten | 1.344.930        |
| 2020 O/P | 06.299     | Daniel Dvoress  | Kanada             | 1.489.288        |
| 2021 O/P | 05.437     | Eduardo Pires   | Brasilien          | 1.384.013        |
| 2021 O/P | 05.326     | Daniel Lazrus   | Vereinigte Staaten | 1.000.000        |
| 2022 O/P | 07.961     | Julijan Kolew   | Bulgarien          | 1.125.141        |
| 2022 O/P | 04.706     | Markus Prinz    | Deutschland        | 1.188.097        |
| 2023 O/P | 10.430     | Pavel Plesuv    | Moldau Republik    | 1.201.564        |
| 2023 O/P | 03.496     | Allan De Mello  | Brasilien          | 1.000.000        |